# Sean McMullen
Pour les articles homonymes, voir McMullen.
Œuvres principales
- L'Empire du centurion
- Les Âmes dans la grande machine

Sean Christopher McMullen, né le 21 décembre 1948 à Sale en Australie, est un auteur de science-fiction australien.

## Biographie
Très éclectique, Sean McMullen a suivi des études et est titulaire de plusieurs diplômes dans des domaines différents. Il a obtenu une licence en physique à l'université de Melbourne en 1974, un diplôme en informatique à Canberra en 1976 et à Melbourne en 1980, puis une maîtrise d'histoire avec mention, toujours à Melbourne, en 1986 et enfin un diplôme de gestion en 1999.   
Durant ses études, il travailla comme bibliothécaire au State Library de Victoria de 1975 à 1980, puis, comme analyste de systèmes au bureau australien de météorologie. Également mélomane, il a été guitariste dans un groupe de rock dans les années 1970 et chanteur dans la compagnie de l'opéra de Victoria de 1973 à 1976. Il est également ceinture noire de karaté. Cofondateur de la section australienne de la société des anachronismes, il aime participer à des reconstitutions historiques au cours desquelles il se déguise avec une armure médiévale.  
Il vit actuellement à Melbourne avec sa seconde femme Trish et leur fille, Catherine.
Sa carrière d'écrivain débuta à la convention mondiale de science-fiction qui se déroula à Melbourne en 1985. Il y remporta le prix de la nouvelle amateur avec The Deciade qui fut publiée l'année suivante dans la revue Omega avec une autre de ses nouvelles, The Pharaoah's airship. Également essayiste, Sean McMullen est le coauteur avec Russell Blackford et Van Ikin d'une histoire de la science-fiction en Australie publiée en 1999.

## Œuvres traduites en français
- L'Empire du centurion, 2003, J'ai lu collection Millénaires no 6076  (ISBN 2290327352) (The Centurion's Empire, 1998)
- Les Âmes dans la grande machine (Souls In The Great Machine, 1999)
  - tome 1 : Le Calculeur, 2003, Robert Laffont collection Ailleurs et Demain no 187  (ISBN 2221095901)
  - tome 2 : Les Stratèges, 2004, Robert Laffont collection Ailleurs et Demain no 188  (ISBN 2221101561)
- Les Chroniques de Verral
  - Le Voyage de l'Ombrelune, 2008, J'ai lu collection Fantasy grand format  (ISBN 9782290005798) (Voyage of the Shadowmoon, 2002)
  - Dragons de verre, 2008, J'ai lu collection Fantasy grand format  (ISBN 9782290005804) (The Glass Dragons, 2004)